# Petra Roth
Petra Roth (Bremen, 9 de maio de 1944) é uma política alemã da União Democrata-Cristã (CDU). Desde 1995 ela foi directamente eleita prefeita de Frankfurt am Main. Foi nos anos de 1997-1999, 2002-2005 e 2009-2011 Presidente da Associação Alemã de Cidades (Deutscher Städtetag).

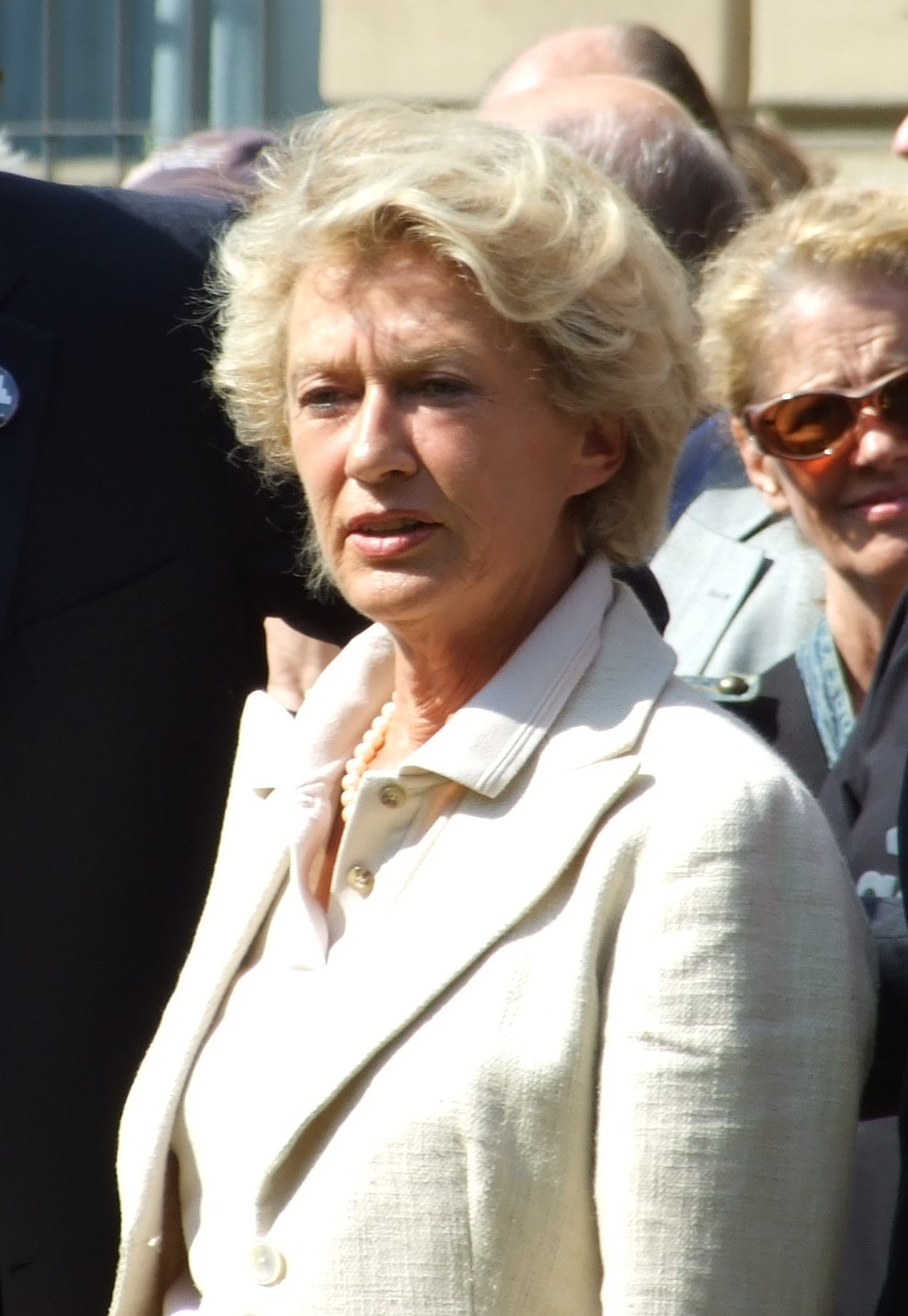
Petra Roth (setembro 2009)

Petra Roth nasceu em uma família de comerciantes, em Bremen. Depois que ela deixou o Ginásio Kippenberg com a conclusão da escola intermediária alta, Roth formou o treinamento como um assistente médico. Em seguida, ela se formou na Escola Superior Comercial. Ela então se mudou para Frankfurt am Main.
Roth é considerado como interessados em arte e exposições e gosta de música clássica - do barroco ao contemporâneo. Desde sua juventude, ela é ativa em esportes, jogar tênis e pratica esqui. Petra Roth e fã da Eintracht Frankfurt. Ela mora no distrito de Frankfurt Nieder-Erlenbach, é uma viúva desde 1994 e tem dois filhos.